# Walter Wallberg
Walter Waldemar Wallberg (født 24. marts 2000) er en svensk freestyle skiløber. Han deltog for første gang ved Vinter-OL 2018 i Pyeongchang og vandt fire år senere, overraskende guld ved mændenes pukkepist i Vinter-OL 2022 i Beijing med scoren 83.23.
Wallberg voksede op i Bollnäs og lærte at stå på ski i en alder af to år. Han debuterede i januar 2015 i Krispl for første gang i Europa Cuppen og sluttede som nummer 26 og 7. Ved junior-VM 2015 i Chiesa i Valmalenco blev han nummer 28 i pukkepist. Den 12. december 2015 fik han VM-debut i Ruka. I det videre forløb af sæsonen vandt han fire gange i hans elleve deltagelser i Europa Cuppen. Han blev også nummer to to gange og nummer tre to gange, og vandt ved FIS Freestyle Ski World Cup. I april 2016 vandt han ved junior-VM i Åre en sølvmedalje i pukkelpistkonkurrencen.